# TV4 News
TV4 News byl švédský televizní kanál vlastněný a provozovaný skupinou TV4. Vysílat začal 24. ledna 2012 jako první švédský zpravodajský kanál běžící neustále a ve švédštině.
V květnu 2013 skupina TV4 oznámila, že TV4 News ukončí svou činnost, protože netvoří zisky. TV4 News přestal vysílat 31. srpna 2013.